# Chinatown (banda sonora)
Chinatown (Original Motion Picture Soundtrack) es la banda sonora de la película de 1974 del mismo nombre, protagonizada por Jack Nicholson y Faye Dunaway. Fue publicada en septiembre de 1974 a través de ABC Records. 

## Antecedentes, contenido y grabación
En 1974, Jerry Goldsmith se enfrentó a la abrumadora tarea de reemplazar una partitura del compositor Phillip Lambro que había sido rechazada para la película neo-noir Chinatown. Con solo diez días para componer y grabar una partitura completamente nueva, Goldsmith creó rápidamente una banda sonora que mezclaba sonidos de música oriental con elementos de jazz en un conjunto que incluía una trompeta, cuatro pianos, cuatro arpas, dos percusionistas y una sección de cuerdas. A diferencia de Lambro, Goldsmith no creía que el drama ambientado en 1937 tuviera que coincidir sonoramente con la época. “Chinatown se desarrolla en los años treinta y el productor y el director querían música de esa época para subrayar la trama”, escribió Goldsmith en las notas del álbum de la banda sonora de la película. “Les dije que no creía que ese tipo de música fuera adecuada para la película, ya que las imágenes ya establecían que la ambientación era Los Ángeles de los años treinta”.

## Recepción de la crítica
Chinatown fue recibido con una aclamación casi universal. BBC describió Chinatown como “uno de sus mayores logros como compositor de bandas sonoras para cine – tal vez el mayor”. Sean Wilson de Music Files declaró que “a pesar de su brevedad (apenas 25 minutos), tiene más personalidad que la mayoría de las bandas sonoras modernas que tienen una duración tres veces mayor”. Robert Towne, que escribió el guion para Chinatown, dijo que la banda sonora de Goldsmith fue una parte esencial de la película. El director estadounidense David Lynch nombró al álbum como su banda sonora de película favorita. El periodista musical Fernando Fernández describió Chinatown como “una de las mejores bandas sonoras por excelencia de todos los tiempos”.

## Legado
Goldsmith recibió una nominación al Premio de la Academia por sus esfuerzos, aunque perdió ante Nino Rota y Carmine Coppola por El Padrino II. También fue nominada a un Globo de Oro a mejor banda sonora original. La banda sonora de Chinatown ocupa el puesto número 9 en la lista de American Film Institute (AFI) de las 25 mejores bandas sonoras de películas estadounidenses.

## Galardones
| Año  | Premio               | Categoría                                        | Resultado | Ref.   |
| ---- | -------------------- | ------------------------------------------------ | --------- | ------ |
| 1974 | Premios BAFTA        | Premio Anthony Asquith a la Mejor Música de Cine | Nominado  | [ 9 ]  |
| 1974 | Premios Globo de Oro | Mejor Banda Sonora Original                      | Nominado  | [ 10 ] |
| 1974 | Premios Óscar        | Mejor Banda Sonora Dramática Original            | Nominado  | [ 11 ] |

## Lista de canciones
Todas las canciones escritas y compuestas por Jerry Goldsmith, excepto donde esta anotado. 
| Lado uno |                                                                    |                          |          |  |
| N.º      | Título                                                             | Escritor(es)             | Duración |  |
| 1.       | «Love Theme from Chinatown (Main Title)»                           |                          | 1:59     |  |
| 2.       | «Noah Cross»                                                       |                          | 2:27     |  |
| 3.       | «Easy Living»                                                      | Leo Robin Ralph Rainger  | 1:49     |  |
| 4.       | «Jake and Evelyn»                                                  |                          | 2:41     |  |
| 5.       | «I Can't Get Started» (performed by Bunny Berigan & His Orchestra) | Ira Gershwin Vernon Duke | 3:35     |  |
| 6.       | «The Last of Ida»                                                  |                          | 2:59     |  |

| Lado dos |                                         |                            |          |  |
| N.º      | Título                                  | Escritor(es)               | Duración |  |
| 1.       | «The Captive»                           |                            | 3:05     |  |
| 2.       | «The Boy on a Horse»                    |                            | 2:05     |  |
| 3.       | «The Way You Look Tonight»              | Dorothy Fields Jerome Kern | 2:16     |  |
| 4.       | «The Wrong Clue»                        |                            | 2:32     |  |
| 5.       | «J. J. Gittis»                          |                            | 3:05     |  |
| 6.       | «Love Theme from Chinatown (End Title)» |                            | 2:03     |  |

## Créditos y personal
Créditos adaptados desde las notas de álbum de Chinatown.
- Jerry Goldsmith – conductor
- Uan Rasey – trompeta
- Tom Mack – productor
- Arthur Morton – arreglos
- John Norman – mezclas
- Thorne Nogar – mezclas